# 그리 일렉트릭
그리 일렉트릭(Gree Electric 또는 Gree Electric Appliances Inc. of Zhuhai)는 광둥성 주하이시에 본사를 둔 중국의 가전제품 제조업체이다. 세계 최대의 주거용 에어컨 제조업체이다. 이 회사는 가정용 에어컨과 상업용 에어컨이라는 두 가지 유형의 에어컨을 제공한다. 이 회사는 또한 선풍기, 정수기, 히터, 밥솥, 공기 청정기, 물 주전자, 가습기, 인덕션 쿠커 등의 제품을 생산한다. 그리(Gree)라는 브랜드 이름으로 중국과 해외에 제품을 유통하고 있다. 이 회사는 다이킨 공업, 주하이 그리 다이킨 디바이스(Zhuhai Gree Daikin Device Co., Ltd.) 및 주하이 그리 다이긴 프리시젼 몰드(Zhuhai Gree Daikin Precision Mold Co., Ltd.)와 2개의 합작 투자 회사를 보유하고 있다.